# Kanton Uzès
Kanton Uzès (francouzsky Canton d'Uzès) je francouzský kanton v departementu Gard v regionu Languedoc-Roussillon. Tvoří ho 15 obcí.

## Obce kantonu
- Aigaliers
- Arpaillargues-et-Aureillac
- Blauzac
- Flaux
- La Capelle-et-Masmolène
- Montaren-et-Saint-Médiers
- Saint-Hippolyte-de-Montaigu
- Saint-Maximin
- Saint-Quentin-la-Poterie
- Saint-Siffret
- Saint-Victor-des-Oules
- Sanilhac-Sagriès
- Serviers-et-Labaume
- Uzès
- Vallabrix